# Bleiswijk
Bleiswijk est un village situé dans la commune néerlandaise de Lansingerland, dans la province de la Hollande-Méridionale. Le 1er janvier 2006, le village comptait 10 369 habitants.

## Histoire
De 1812 à 1817, Bleiswijk a absorbé la commune de Moerkapelle.
Bleiswijk a été une commune indépendante jusqu'au 1er janvier 2007. À cette date, Bleiswijk fusionne avec Berkel en Rodenrijs et Bergschenhoek pour former la nouvelle commune de Lansingerland.